# Charles Comte
Charles Comte (* 15. April 1856; † 16. Dezember 1915) war ein französischer Romanist.

## Leben und Werk
Comte bestand 1882 die Agrégation de grammaire. Er war Gymnasiallehrer in Angers, am Lycée Hoche in Versailles und am Lycée Condorcet in Paris. Zu seinen Schülern gehörte Paul Laumonier. Er war ab 1882 Mitglied der Société de linguistique de Paris.

## Werke
- Les stances libres dans Molière. Etude sur les vers libres de Molière comparés à ceux de La Fontaine et aux stances de la versification lyrique, Versailles, Aubert, 1893 (Mémoires de la Société des Sciences morales, des Lettres et des Arts de Seine-et-Oise 17, 1892, S. 255–342).
- Chateaubriand poète. Histoire de la tragédie de Moïse, Paris, Léopold Cerf, 1894 (38 Seiten).
- (mit Paul Laumonier) « Ronsard et les musiciens du XVIe siècle. Contribution à l'histoire de la Pléiade », in: Revue d'histoire littéraire de la France 7, 1900, S. 341–381.
- (Hrsg.) Louis Des Masures, Tragédies saintes. David combattant. David triomphant. David fugitif, Paris, E. Cornély, 1907, Paris, Droz, 1932 (kritisch, Société des textes français modernes).
- (Hrsg.) Jean Racine, Esther, Paris, Delalain, 1914.
- (mit Paul Verrier) The Teaching of languages by means of the Pathégraph. Pathé Frères method. French course, Paris, Pathé frères, 1914.